# 329018 Neufeld
329018 Neufeld è un asteroide della fascia principale. Scoperto nel 2005, presenta un'orbita caratterizzata da un semiasse maggiore pari a 3,1250454 au e da un'eccentricità di 0,0484589, inclinata di 10,42627° rispetto all'eclittica.